# إريك رودولف
إريك رودولف (بالإنجليزية: Eric Rudolph) والمعروف بمفجر الحديقة الأولمبية، وهو أمريكي مدان بسلسة دوافع ضد الإجهاض وضد الشواذ حول جنوب الولايات المتحدة بين الأعوام 1996 و1998 والتي أدت لمقتل شخصين وجرح 120 آخرين.
وصفه المحامي الأمريكي الجنرال ألبرتو جونزاليس بالإرهابي. كان في قائمة العشرة الهاربين الأكثر طلبا لدى مكتب التحقيقات الفيدرالي لمدة خمس سنوات، رودولف وجد مذنباً لعديد من تهم جرائم القتل. الآن هو مسجون في سجن أديكس، فلورنس، كولورادو.